# Giro d'Italia 1970
Il Giro d'Italia 1970, cinquantatreesima edizione della Corsa Rosa, si svolse in venti tappe dal 18 maggio al 7 giugno 1970, su un percorso di 3 292 km. La vittoria fu appannaggio del belga Eddy Merckx, che completò il percorso in 90h08'47", precedendo l'italiano Felice Gimondi e il connazionale Martin Van Den Bossche.
Per il Cannibale Merckx si tratta della seconda affermazione al Giro; per la prima nella storia della manifestazione due corridori belgi salgono sul podio; i belgi inoltre riuscirono a vincere cinque tappe e, con Van Den Bossche, la classifica dei GPM. I corridori italiani si aggiudicarono ben 14 tappe (sulle 20 totali) e, con Bitossi, la classifica a punti.
In questa edizione del Giro fu introdotta la maglia ciclamino, sponsorizzata da Termozeta e assegnata al vincitore della classifica a punti (classifica già introdotta nel 1966).

## Tappe
| Tappa  | Data      | Percorso                                         | km    | Vincitore di tappa | Leader cl. generale |
| ------ | --------- | ------------------------------------------------ | ----- | ------------------ | ------------------- |
| 1ª     | 18 maggio | San Pellegrino Terme > Biandronno                | 115   | Franco Bitossi     | Franco Bitossi      |
| 2ª     | 19 maggio | Comerio > Saint-Vincent                          | 164   | Eddy Merckx        | Franco Bitossi      |
| 3ª     | 20 maggio | Saint-Vincent > Aosta                            | 162   | Franco Bitossi     | Franco Bitossi      |
| 4ª     | 21 maggio | Saint-Vincent > Lodi                             | 205   | Marino Basso       | Franco Bitossi      |
| 5ª     | 22 maggio | Lodi > Zingonia                                  | 155   | Patrick Sercu      | Franco Bitossi      |
| 6ª     | 23 maggio | Zingonia > Malcesine                             | 212   | Enrico Paolini     | Franco Bitossi      |
| 7ª     | 24 maggio | Malcesine > Brentonico                           | 130   | Eddy Merckx        | Eddy Merckx         |
| 8ª     | 25 maggio | Rovereto > Bassano del Grappa                    | 130   | Walter Godefroot   | Eddy Merckx         |
| 9ª     | 26 maggio | Bassano del Grappa > Treviso (cron. individuale) | 56    | Eddy Merckx        | Eddy Merckx         |
|        | 27 maggio | giorno di riposo                                 |       |                    |                     |
| 10ª    | 28 maggio | Terracina > Rivisondoli                          | 172   | Italo Zilioli      | Eddy Merckx         |
| 11ª    | 29 maggio | Rivisondoli > Francavilla al Mare                | 180   | Michele Dancelli   | Eddy Merckx         |
| 12ª    | 30 maggio | Francavilla al Mare > Loreto                     | 175   | Miguel María Lasa  | Eddy Merckx         |
| 13ª    | 31 maggio | Loreto > Faenza                                  | 188   | Michele Dancelli   | Eddy Merckx         |
| 14ª    | 1º giugno | Faenza > Casciana Terme                          | 218   | Michele Dancelli   | Eddy Merckx         |
| 15ª    | 2 giugno  | Casciana Terme > Mirandola                       | 215   | Marino Basso       | Eddy Merckx         |
| 16ª    | 3 giugno  | Mirandola > Lido di Jesolo                       | 195   | Dino Zandegù       | Eddy Merckx         |
| 17ª    | 4 giugno  | Lido di Jesolo > Arta Terme                      | 165   | Franco Bitossi     | Eddy Merckx         |
| 18ª    | 5 giugno  | Arta Terme > Marmolada                           | 180   | Michele Dancelli   | Eddy Merckx         |
| 19ª    | 6 giugno  | Rocca Pietore > Dobbiaco                         | 120   | Franco Bitossi     | Eddy Merckx         |
| 20ª    | 7 giugno  | Dobbiaco > Bolzano                               | 155   | Luciano Armani     | Eddy Merckx         |
| Totale | Totale    | Totale                                           | 3 292 |                    |                     |

## Squadre e corridori partecipanti
| N.    | Cod. | Squadra           |
| ----- | ---- | ----------------- |
| 1-10  | SAL  | Salvarani         |
| 11-20 | COS  | Cosatto-Marsicano |
| 21-30 | DRE  | Dreher            |
| 31-40 | FAE  | Faemino-Faema     |
| 41-50 | FER  | Ferretti          |
| 51-60 | FIL  | Filotex           |
| 61-70 | GBC  | G.B.C.            |

| N.      | Cod. | Squadra                   |
| ------- | ---- | ------------------------- |
| 71-80   | GER  | Germanvox-Wega            |
| 81-90   | CAS  | La Casera-Peña Bahamontes |
| 91-100  | MAG  | Hertekamp-Magniflex       |
| 101-110 | MOL  | Molteni                   |
| 111-120 | SAG  | Sagit                     |
| 121-130 | SCI  | Scic                      |

## Classifiche finali

### Classifica generale - Maglia rosa
| Pos. | Corridore              | Squadra   | Tempo     |
| ---- | ---------------------- | --------- | --------- |
| 1    | Eddy Merckx            | Faemino   | 90h08'47" |
| 2    | Felice Gimondi         | Salvarani | a 3'14"   |
| 3    | Martin Van Den Bossche | Molteni   | a 4'59"   |
| 4    | Michele Dancelli       | Molteni   | a 7'07"   |
| 5    | Italo Zilioli          | Faemino   | a 8'14"   |
| 6    | Gösta Pettersson       | Ferretti  | a 9'20"   |
| 7    | Franco Bitossi         | Filotex   | a 13'10"  |
| 8    | Miguel María Lasa      | La Casera | a 19'25"  |
| 9    | Ole Ritter             | Germanvox | a 21'17"  |
| 10   | Vittorio Adorni        | Scic      | a 21'29"  |

### Classifica a punti - Maglia ciclamino
| Pos. | Corridore              | Squadra   | Tempo |
| ---- | ---------------------- | --------- | ----- |
| 1    | Franco Bitossi         | Filotex   | 252   |
| 2    | Michele Dancelli       | Molteni   | 241   |
| 3    | Eddy Merckx            | Faemino   | 193   |
| 4    | Martin Van Den Bossche | Molteni   | 185   |
| 5    | Felice Gimondi         | Salvarani | 112   |

### Classifica scalatori
| Pos. | Corridore              | Squadra | Tempo |
| ---- | ---------------------- | ------- | ----- |
| 1    | Martin Van Den Bossche | Molteni | 460   |
| 2    | Italo Zilioli          | Faemino | 420   |
| 3    | Luciano Armani         | Scic    | 300   |
| 4    | Eddy Merckx            | Faemino | 210   |
| 5    | Michele Dancelli       | Molteni | 190   |